# Maaike Laagland
Maaike Laagland (Borne, 25 augustus 1995) is een Nederlandse oud-langebaanschaatsster. Ze is gespecialiseerd in sprinten.
Tot seizoen 2014/2015 trainde Laagland bij Team Two. Tijdens het NK afstanden 2015 maakte zij haar debuut in het seniorenkampioenschap op de 500 meter, zij reed daar naar een 23e plaats. Laagland is lid van de Hengelose IJsclub. Op dit moment studeert ze Biomedische Technologie aan de Universiteit Twente.

## Persoonlijke records
| Afstand    | Tijd    | Datum            | Baan       |
| ---------- | ------- | ---------------- | ---------- |
| 500 meter  | 41,12   | 1 november 2014  | Heerenveen |
| 1000 meter | 1.22,77 | 2 maart 2014     | Enschede   |
| 1500 meter | 2.16,05 | 3 januari 2015   | Enschede   |
| 3000 meter | 4.55,26 | 22 december 2013 | Erfurt     |